# Шалкар
Шалкар (Чалкар) (на казахски: Шалқар; на руски: Шалкар) е солено езеро в Западен Казахстан, в централната част на Западноказахстанска област.
Езерото Шалкар заема дъното на котловина, намираща се в най-северната част на Прикаспийската низина, разположено на 16,7 m н.в., на около 65 km южно от град Уралск. Площ 205,8 km². Има яйцевидна форма с дължина от север на юг 18 km, ширина до 15 km, средна дълбочина от 5,1, максимална 13 m. Северното му крайбрежие е ниско, заето от солончаци. Подхранването му е предимно снежно и грунтово (подземно). От изток в него се вливат реките Есенанкати и Шалаканкати, а от южния му край само през пролетта, по врема на пълноводие изтича река Солянка, ляв приток на Урал. Най-високо ниво се наблюдава през месец май, като колебанията му достигат до 1,8 m. От ноември до май е покрито с ледена кора. На южния и югоизточният му бряг са разположени селата Саръумир и Ръбцех.